# 아메르긴 글룽겔
아메르긴 글룽겔(아일랜드어: Amergin Glúingel→흰 무릎의 아메르긴) 또는 아메르긴 글룬마르(아일랜드어: Amergin Glúnmar→큰 무릎의 아메르긴)는 아일랜드 신화의 밀레시안의 음유시인, 드루이드, 판관이다.
밀 에스파너의 일곱 아들들 중 한 명이다. 밀의 아들들, 곧 밀레시안은 이흐가 투어허 데 다넌을 만나러 갔다가 살해되자 그 복수를 명분으로 투어허 데 다넌이 살던 땅(오늘날의 아일랜드섬)에 쳐들어갔다. 그들은 인베르 스케너에 상륙했는데, 항해 도중 배 위에서 죽은 아메르긴의 아내 스케너(Scéne)의 이름을 붙인 것이라 한다. 투어허 데 다넌의 세 왕비(반바, 에리우, 포들라)는 이 땅을 취하는 대신 자신들의 이름을 이 땅에 붙여달라고 하고, 아메르긴이 그 부탁을 들어 주기로 약속한다. 그 중 에리우의 이름이 에이레, 에린이라는 말의 어원이 되었다. 반바와 포들라의 이름도 그만큼 널리 쓰이지는 않지만 아일랜드를 고아하게 이르는 별칭(브리튼을 알비온이라고 부르는 것과 같은)이 되었다.
밀레시안과 투어허 데 다넌이 휴전을 협정할 때 아메르긴이 판관으로서 휴전 조건을 조율했다. 밀레시안은 휴전 기간 동안 해안으로부터 아홉 개의 파도만큼 떨어진 곳까지 나가 있기로 했다. 밀레시안이 약속대로 바다로 나가자 투어허 데 다넌의 드루이드들이 강풍을 소환하여 밀레시안이 다시 상륙하지 못하게 막았다. 그러나 아메르긴이 주문(「아메르긴의 노래」)을 외어 강풍을 가라앉혔고, 밀레시안은 다시 상륙했다. 투어허 데 다넌의 세 왕 에후르 막 쿠일, 테후르 막 케크트, 케후르 막 그레네는 밀의 아들들 중 살아남은 세 사람, 에베르 핀, 에레원, 아메르긴에게 각각 참살되었다.
전쟁에 이긴 뒤 아메르긴은 에린 땅을 다른 두 형제가 나눠 다스리도록 했고, 에베르가 남쪽을, 에레원이 북쪽을 가졌다. 왕이 된 두 형제는 아메르긴을 에린의 시인 중 제1인자인 올라브 에렌으로 삼았다. 아메르긴이 지었다는 시들이 여러 수 전해지는데, 이는 웨일스 신화의 탈리에신과도 비슷하다.
얼마 못 가 에베르와 에레원 사이에 다시 전쟁이 나서 에베르가 에레원에게 죽었다. 그렇게 에레원이 에린 전체의 왕이 되고 2년 뒤 아메르긴은 다른 전투에서 전사했다.